# Дух и госпођа Мјур
Дух и госпођа Мјур (енгл. The Ghost and Mrs. Muir) је амерички љубавно-фантастични филм из 1947. године, редитеља Џозефа Л. Манкевица, са Џин Тирни и Рексом Харисоном у главним улогама. Филм је заснован на истоименом роману Р. А. Дика (псеудоним Џозефине Лесли), а радња прати младу удовицу која открива да је њена кућа на обали мора уклета и која успоставља јединствен однос са духом.
Директор фотографије Чарлс Ланг био је номинован за Оскара за најбољу фотографију. Амерички филмски институт је овај филм прогласио за један од „100 најлепших љубавних филмова свих времена”.

## Радња
У Британији почетком 20. века, недавно обудовела госпођа Луси Мјур сели се у приморско село Вајтклиф, упркос неодобравању своје свекрве и заове. Изнајмљује кућу под именом Гал котиџ, упркос причама да је опседа њен бивши власник, који је извршио самоубиство.
Прве ноћи након усељења са својом малом ћерком Аном и верном служавком Мартом, Луси узнемиравају привиђења. Ипак, остаје непоколебљива и захтева да јој дух покаже своје право лице. У том тренутку појављује се дух – разметљиви морнарички капетан Данијел Грег. Он Луси открива да његова смрт пре четири године није била самоубиство, већ је несрећно настрадао када је у сну случајно ударио у вентил плинске пећи. Данијел објашњава да је желео да од Гал котиџа направи дом за пензионисане морнаре, због чега је и застрашивао станаре. Међутим, због Лусине одлучности и њене искрене љубави према кући, невољно пристаје да јој дозволи да остане и обећава да ће бити видљив само њој.
Лусина улагања − њен једини извор прихода − пресушују, а тазбина јој саветује да се врати у Лондон. Ипак, Данијел се у међувремену привикао на њено присуство и моли је да остане. Заједно долазе на идеју да напишу књигу – његове мемоаре из живота на мору – како би Луси могла да заради од тога. Док раде на књизи, њих двоје се заљубљују, али обоје схватају да је та љубав немогућа. Данијел је охрабрује да пронађе живог мушкарца с којим би могла да буде срећна.
У Лондону, Луси упознаје издавача и сусреће Мајлса Ферлија, углађеног писца који објављује дечје књиге под псеудонимом „Ујка Неди”. Издавач пристаје да објави Данијелове сензационалне мемоаре под називом Крв и море, те јој исплаћује аванс, који Луси користи да купи Гал котиџ. Ферли је прати до Вајтклифа и њих двоје започињу страсну романсу. Иако је у почетку љубоморан, Данијел схвата да је он сам препрека Лусиној срећи и одлучује да нестане. Док она спава, усађује јој у мисли идеју да је књигу написала сама и да је његово присуство био само сан. Неприметно ишчезава, изражавајући жаљење што никада нису имали заједнички живот.
Ферли отказује договорену посету Гал котиџу, рекавши да мора да оде у Лондон на неколико дана. Луси му долази у ненајављену посету и открива да је он ожењен и да има двоје деце. Његова супруга јој признаје да га је већ више пута затекла у прељуби. Сломљеног срца, Луси се враћа у Вајтклиф и одлучује да остатак живота проведе у самоћи, уз Мартино друштво и подршку.
Ана одлази на универзитет и враћа се са поручником Краљевске морнарице, за кога планира да се уда. Госпођа Ферли, уморна од мужевљевих афера, разводи се од њега и преузима пуну бригу о деци. Ана мајци открива да је и она виђала Данијела као дете и да га је сматрала својом првом љубављу, што значи да је он прекршио обећање дато Луси да ће бити видљив само њој. Ипак, Луси закључује да је логичније да је своју заблуду несвесно пренела на Ану кроз приче, него да стварно поверује у духове.
Много година касније, Луси је остарела и тешко болесна. Анина ћерка, која се такође зове Луси, верена је за капетана ваздухоплова, што Ана коментарише као породичну склоност ка капетанима. Луси одбија чашу топлог млека коју јој Марта доноси, тврдећи да је уморна. Након што Марта изађе из собе, Луси умире. Данијел се враћа и прилази јој, шапућући да више никада неће бити уморна. Њен млади дух излази из старог тела и са осмехом га дочекује. Непримећена од стране Марте, Луси узима Данијелову руку, и њих двоје одлазе заједно у етеричну измаглицу.

## Улоге
| Глумац                 | Улога                |
| ---------------------- | -------------------- |
| Џин Тирни              | Луси Мјур            |
| Рекс Харисон           | капетан Данијел Грег |
| Џорџ Сандерс           | Мајлс Ферли          |
| Ванеса Браун (одрасла) | Ана Мјур             |
| Натали Вуд (дете)      | Ана Мјур             |
| Една Бест              | Марта Хагинс         |
| Ана Ли                 | госпођа Ферли        |
| Роберт Кут             | господин Кумб        |
| Изобел Елсом           | Анџелика Мјур        |
| Викторија Хорн         | Ева Ферли            |
| Витфорд Кејн           | господин Спрул       |